# 屈培壅
屈培壅（1922年—2005年5月3日），河北省蠡县人，中国人民解放军将领。
1938年，参加八路军，任冀中军区电台报务主任、区队长，华北军区纵队通信科科长。参加了百团大战等战役。中华人民共和国成立后，担任华北军区通信处副处长、北京军区通信处处长、北京军区通信兵主任、通信兵部副参谋长、参谋长，1980年1月，担任总参谋部通信部副主任、四部部长。曾获三级独立自由勋章、二级解放勋章。2005年5月3日，在北京逝世，享年83岁。